# 中野インターチェンジ (千葉県)
中野インターチェンジ（なかのインターチェンジ）は、千葉県千葉市若葉区にある千葉東金道路のインターチェンジである。
土気駅方面の最寄インターチェンジとなっている。

## 道路
- E81 千葉東金道路（4番）

## 接続道路
- E82千葉東金道路(4番)
- 国道126号
- 千葉県道129号誉田停車場中野線

## 隣
E82 千葉東金道路
(3) 高田IC - 野呂PA - (4)  中野IC - (5) 山田IC - (6) 東金IC